# Natasha Kai
Pour les articles homonymes, voir Kai.
Natasha Kanani Janine Kai, née le 22 mai 1983 à Kahuku (en), est une joueuse américaine de soccer évoluant au poste d'attaquant.

## Biographie
Elle est internationale américaine à 67 reprises de 2006 à 2009. Elle est sacrée championne olympique en 2008, et fait partie du groupe américain terminant troisième de la Coupe du monde en 2007.